# Messini
Messini (griechisch Μεσσήνη (f. sg.)) ist eine Gemeinde im Zentrum Messeniens in Griechenland. Der Verwaltungssitz ist in der gleichnamigen Kleinstadt, die früher Hauptort der 1999 aufgelösten Provinz Messinis war. Der antike Vorgänger der Stadt, Messene lag etwa 15 bis 20 km weiter nördlich beim Dorf Mavromati (Gemeindebezirk Ithomi).
Die Rolle als Zentralort hat Messini heute weitgehend an die Stadt Kalamata abgegeben, die in unmittelbarer Nachbarschaft weiter östlich liegt und durch den dazwischen liegenden Flughafen Kalamata und die zur Gemeinde Kalamata gehörenden Ortschaft Asprochoma getrennt ist.

## Gemeindegliederung
Die 1997 bis 2010 bestehende Gemeinde Messini und ab 2011 Gemeindebezirk hat 11.041 Einwohner auf 84,6 km².
In der durch die Verwaltungsreform 2010 geschaffene und ab 2011 gültigen Struktur gliedert sich die neue Gemeinde Messini wie folgt:

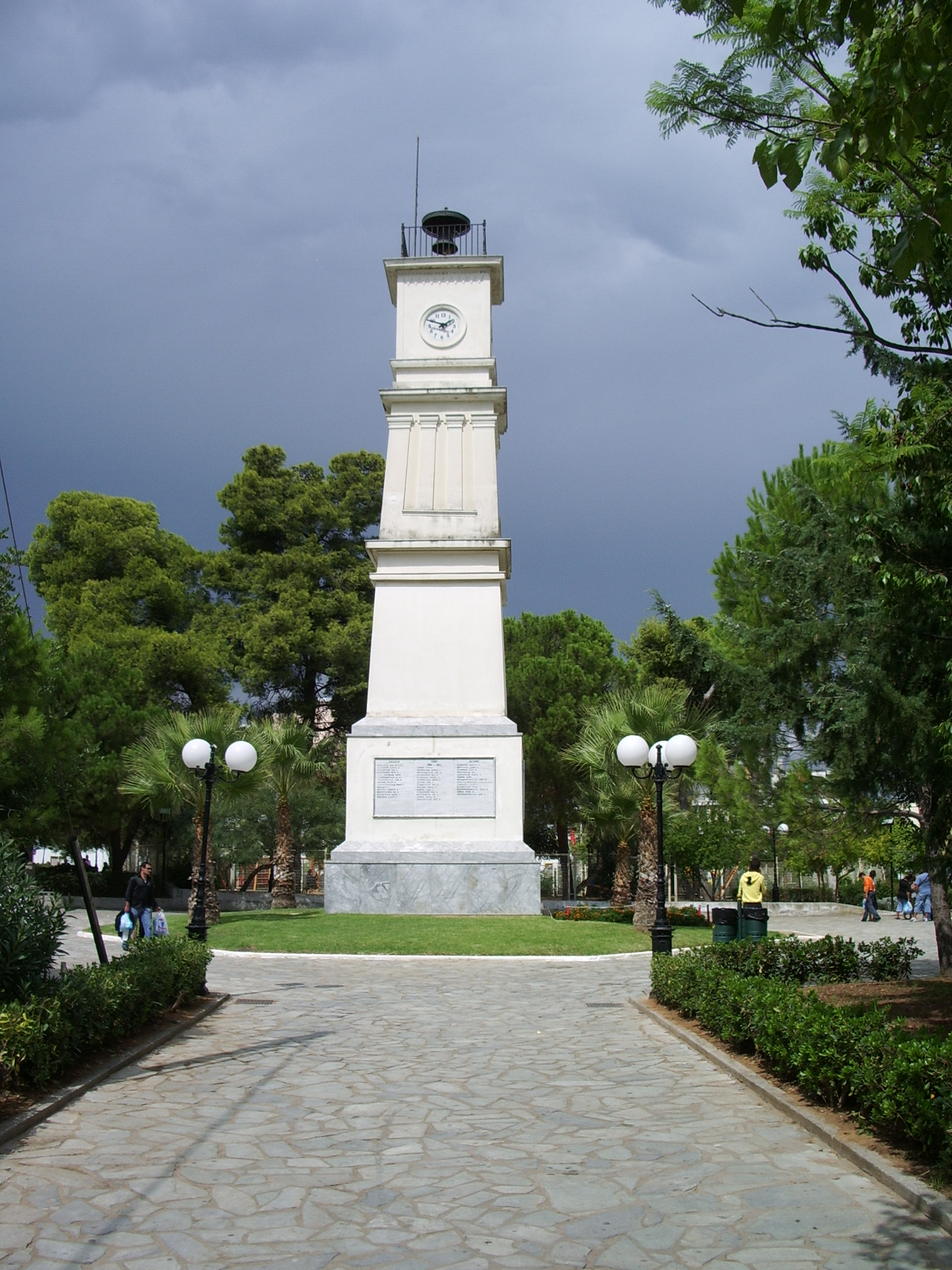
Denkmal am zentralen Platz in Messini

- Gemeindebezirk Androusa
- Gemeindebezirk Aristomenis
- Gemeindebezirk Epia
- Gemeindebezirk Ithomi
- Gemeindebezirk Messini
- Gemeindebezirk Petalidi
- Gemeindebezirk Trikorfo
- Gemeindebezirk Voufrades

## Geschichte
Am 11. Juni 1846 wurden die Stadt Messini und umliegende Dörfer bei einem Erdbeben der Stärke 7,0 MS zerstört.

## Verkehr
Messini war mit einer Zweigstrecke an die meterspurige Bahnstrecke Korinth–Kalamata angeschlossen, die hier 1899 eröffnet wurde und 2011 ihren Betrieb einstellte.

## Söhne und Töchter der Stadt
- Michail Stasinopoulos (1903–2002), Präsident Griechenlands
- Pol D. Spanos (* 1950), Ingenieur
- Vasilis Leventis (* 1951), Politiker
- Louis Tsatoumas (* 1982), Weitspringer